# Посредник (фильм, 1971)
«Посредник» (англ. The Go-Between) — кинофильм режиссёра Джозефа Лоузи, вышедший на экраны в 1971 году. Экранизация одноимённого романа Л. П. Хартли. Фильм был удостоен приза «Золотая пальмовая ветвь» Каннского кинофестиваля и других наград.

## Сюжет
Англия, лето 1900 года. 12-летний Лео гостит у своего одноклассника Маркуса Модсли в его загородном доме в Норфолке. Там он знакомится с Мэриан, старшей сестрой Маркуса. Она помолвлена с богатым и знатным Хью Тримингемом. Однажды Мэриан просит Лео отнести послание Тэду Бёрджесу, фермеру, с которым у неё тайный роман. Лео в замешательстве: он не хочет лгать Хью, но в то же время не может отказать и Мэриан.

## В ролях
| Актёр              | Роль                                        |
| ------------------ | ------------------------------------------- |
| Доминик Гард       | Лео Колстон , школьный товарищ Маркуса      |
| Джули Кристи       | леди Мэриан Тримингем , в девичестве Модсли |
| Эдвард Фокс        | лорд Хью Тримингем                          |
| Алан Бейтс         | Тэд Бёрджес , фермер-арендатор              |
| Майкл Гоф          | мистер Модсли , отец Мэриан                 |
| Маргарет Лейтон    | миссис Модсли , мать Мэриан                 |
| Ричард Гибсон      | Маркус Модсли , их сын                      |
| Симон Хьюм-Кенделл | Денис                                       |
| Роджер Ллойд-Пэк   | Чарли                                       |
| Амариллис Гарнетт  | Кейт                                        |
| Майкл Редгрейв     | Лео Колстон , спустя полвека                |

## Награды и номинации
Полный перечень наград и номинаций — на сайте IMDB.
| Премия                 | Категория                                    | Имя                                      | Результат |
| ---------------------- | -------------------------------------------- | ---------------------------------------- | --------- |
| Оскар                  | Лучшая актриса второго плана                 | Маргарет Лейтон                          | Номинация |
| BAFTA                  | Лучший фильм                                 |                                          | Номинация |
| BAFTA                  | Лучший режиссёр                              | Джозеф Лоузи                             | Номинация |
| BAFTA                  | Самый многообещающий дебютант                | Доминик Гард                             | Победа    |
| BAFTA                  | Лучшая актриса                               | Джули Кристи                             | Номинация |
| BAFTA                  | Лучшая актриса второго плана                 | Маргарет Лейтон                          | Победа    |
| BAFTA                  | Лучший актёр второго плана                   | Эдвард Фокс                              | Победа    |
| BAFTA                  | Лучший актёр второго плана                   | Майкл Гоф                                | Номинация |
| BAFTA                  | Лучшая работа художника-постановщика         | Кармен Диллон                            | Номинация |
| BAFTA                  | Лучшая работа оператора                      | Джерри Фишер                             | Номинация |
| BAFTA                  | Лучший сценарий                              | Гарольд Пинтер                           | Победа    |
| BAFTA                  | Лучшая музыка к фильму                       | Гарт Крейвен, Питер Хэндфорд, Хью Стрэйн | Номинация |
| BAFTA                  | Лучший дизайн костюмов                       | Джон Фёрнисс                             | Номинация |
| Золотой глобус         | Лучший иностранный фильм на английском языке |                                          | Номинация |
| Каннский кинофестиваль | Золотая пальмовая ветвь                      | Джозеф Лоузи                             | Победа    |